# Biserica de lemn din Jupânești, Timiș

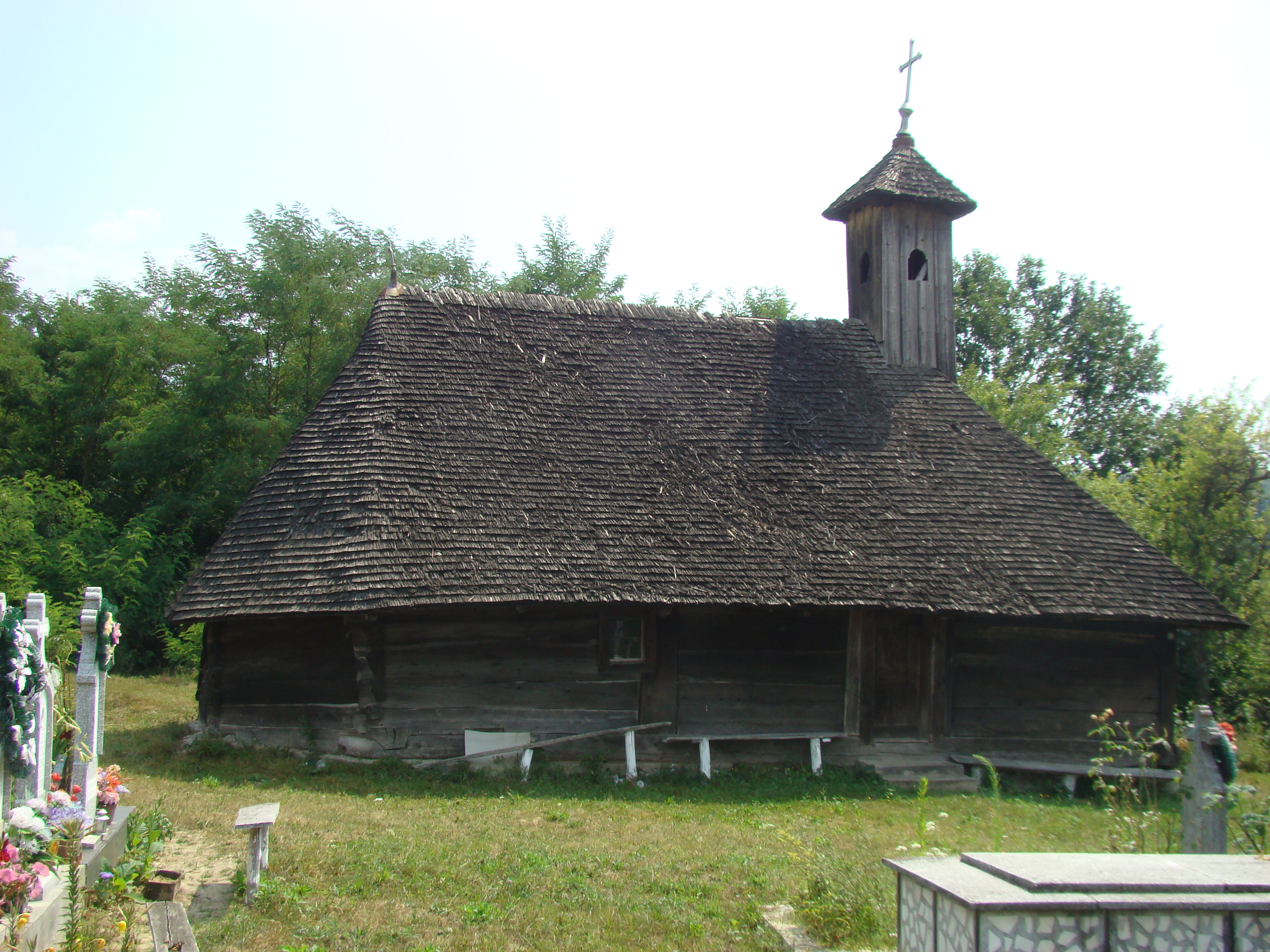
Biserica de lemn „Cuvioasa Paraschiva” din Jupânești, oraș Făget, județul Timiș, foto: august 2009.

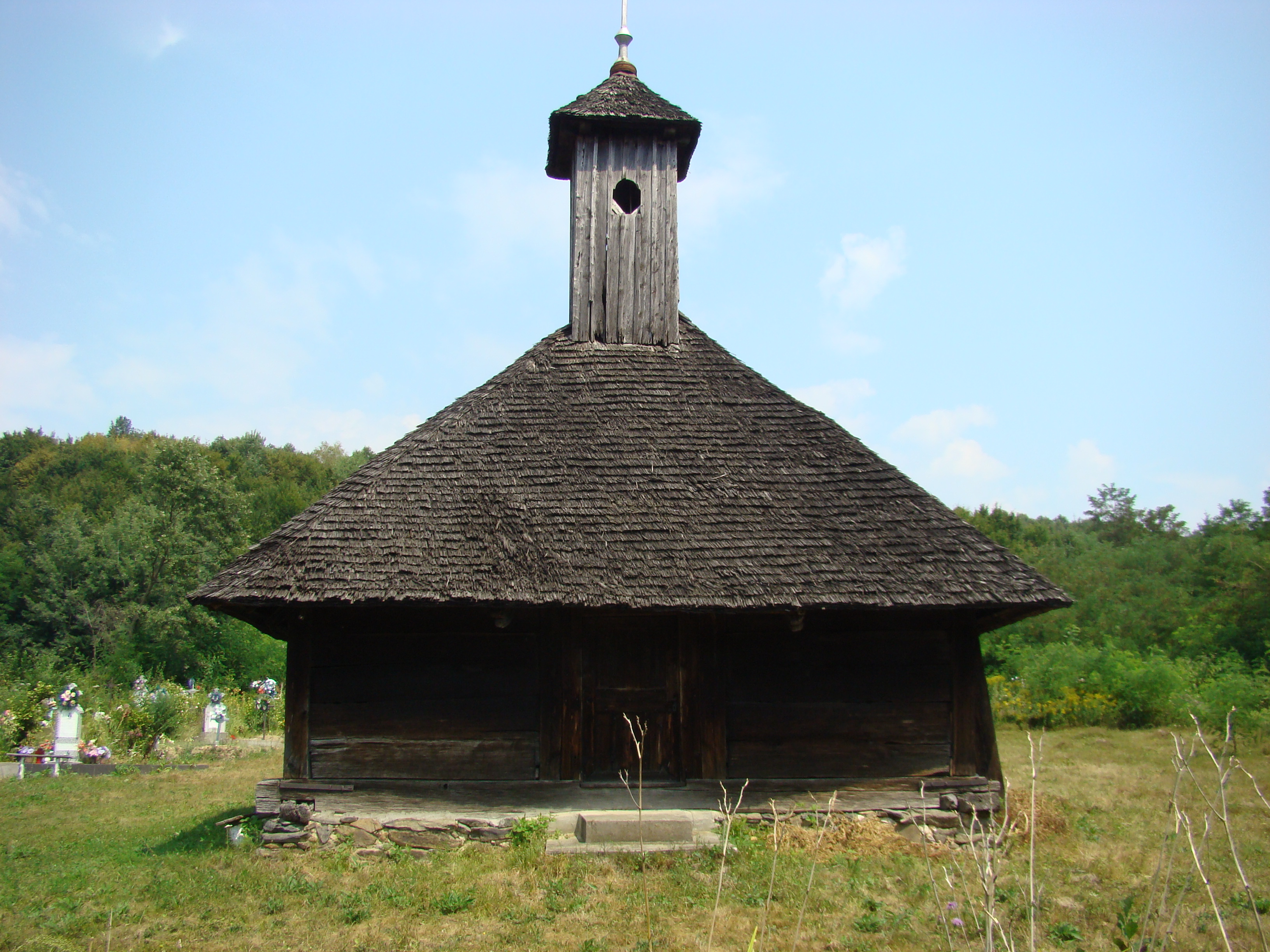
Biserica (vest)

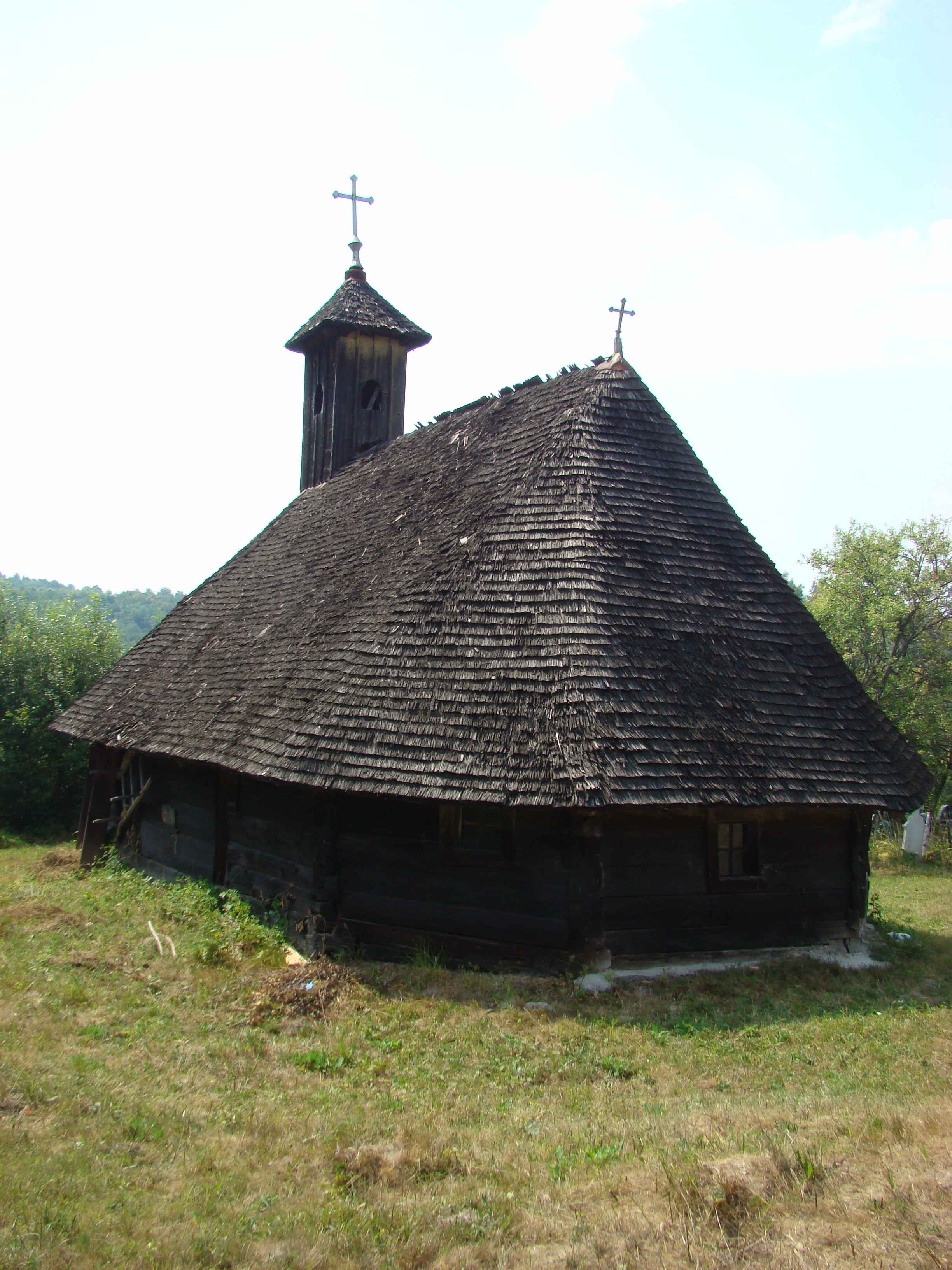
Biserica (sud-est)

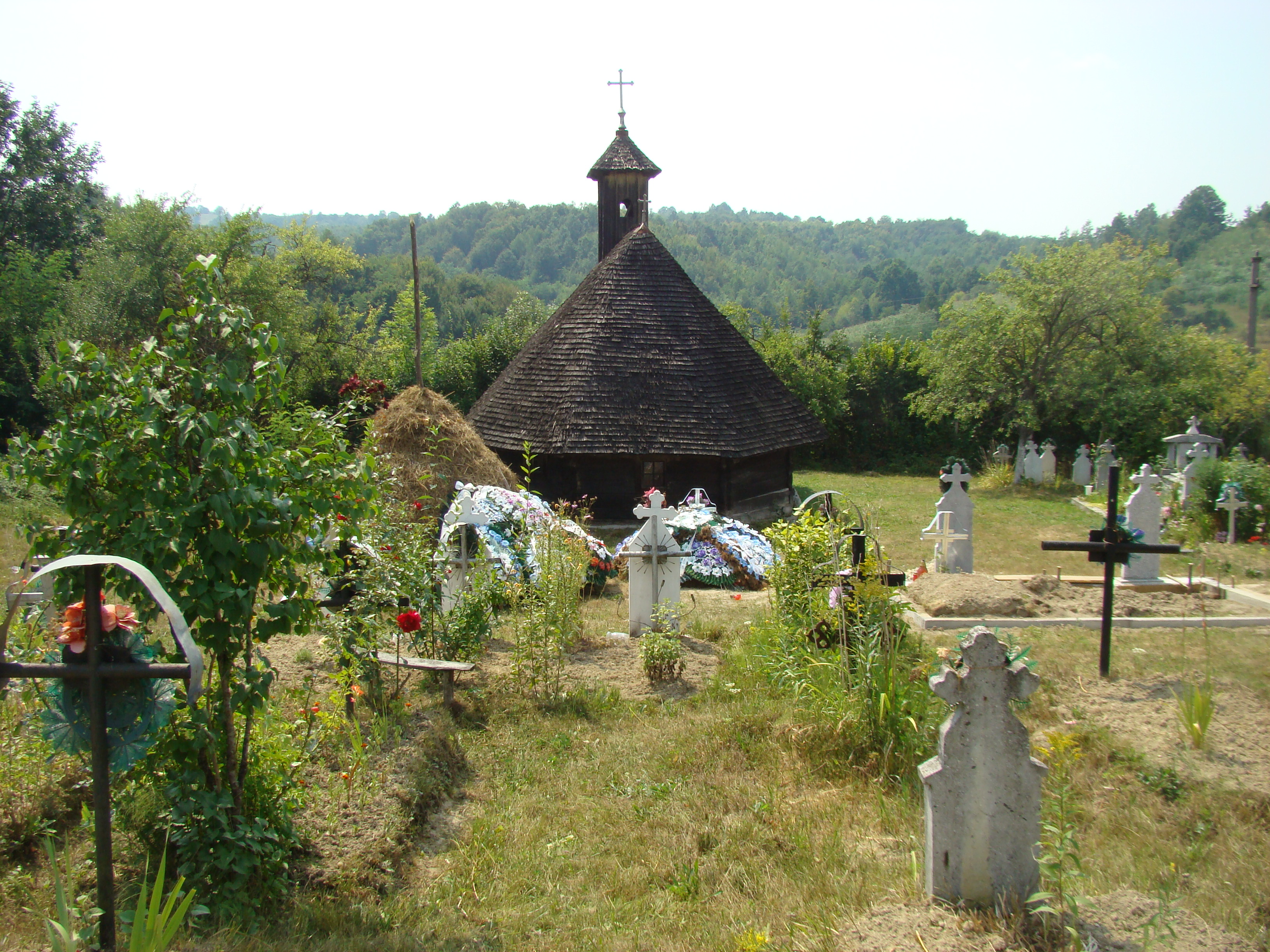
Biserica și împrejurimile

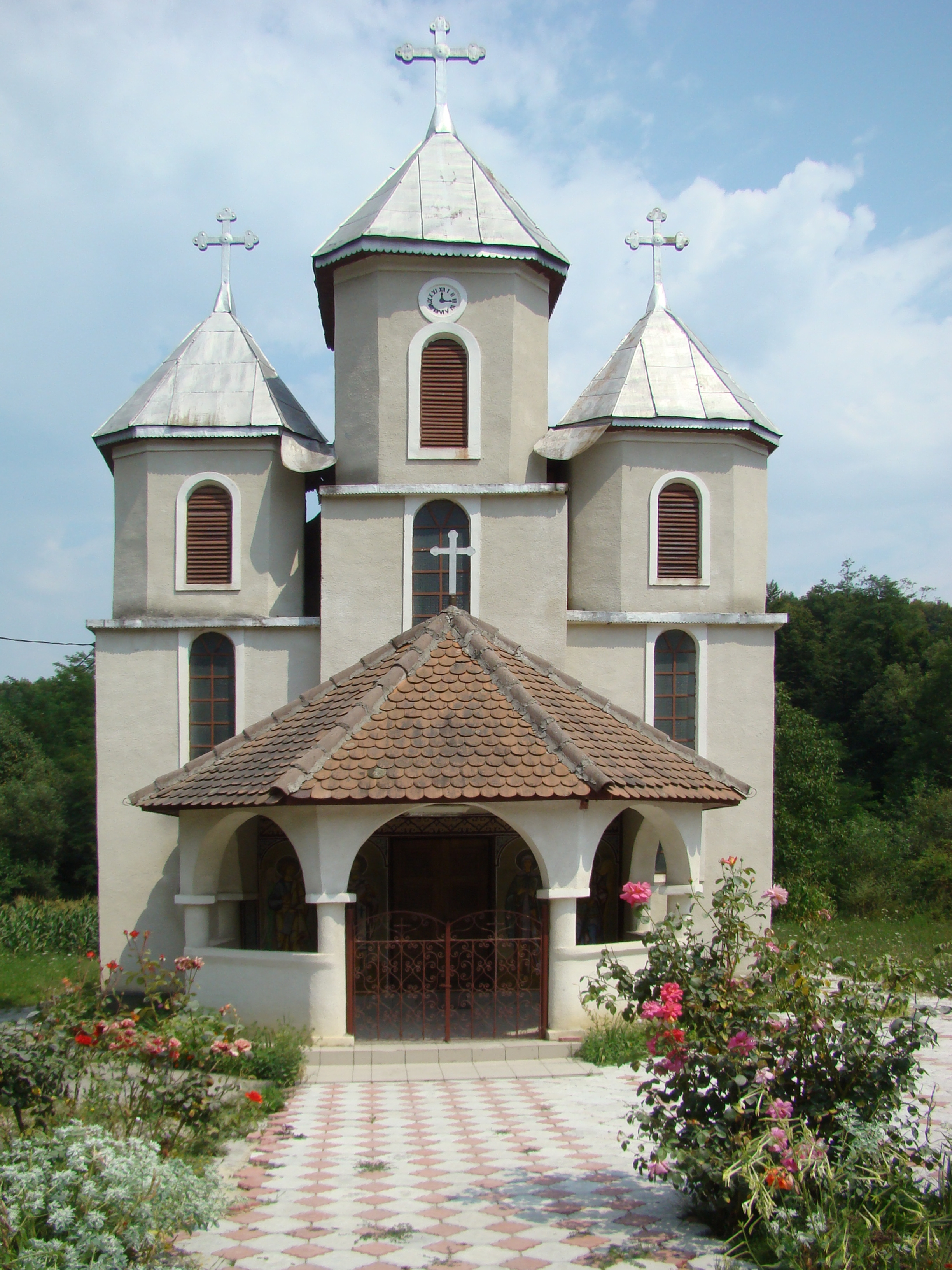
Biserica nouă

Biserica de lemn din Jupânești, sat aparținător de orașul Făget din județul Timiș, a fost construită în sec.XVIII. Are hramul „Sf. Cuvioasă Paraschiva” (14 octombrie). Biserica se află pe noua listă a monumentelor istorice sub codul LMI  TM-II-m-B-06244.

## Istoric și trăsături
Biserica de lemn din Jupânești, aflată la câțiva kilometri de orașul Făget, a fost ctitorită, probabil, în secolul XVIII. Este amplasată în mijlocul cimitirului din localitate, pe o ridicătură de pământ ce domină centrul așezării. Biserica este concepută în forma unei corăbii, cum sunt de altfel mai toate bisericile de lemn din zona Făgetului. La construirea acestui lăcaș de cult nu s-a folosit nici un fel de metal, inclusiv cuiele fiind din lemn. Picturile originale care datau de la începutul secolului XVIII nu se mai disting. Porțile lăcașului de cult se mai deschid doar la înmormântări și la 14 octombrie, de sărbătoarea Cuvioasei Paraschiva.

### Studii regionale
- Miloia, Ioachim (1933). „Bisericile de lemn din Banat”. Vestul. 1933.
- Oprișa, I. Longhin (1965). „Bisericile de lemn, monumente istorice din arhiepiscopia Timișoarei și Caransebeșului”. Mitropolia Banatului (1-3).
- Cristache-Panait, Ioana și Dimitriu, Florica (1971). „Bisericile de lemn ale Banatului”. Mitropolia Banatului. 1971 (10-12): 550–564.
- Săcară, Nicolae (2001). Bisericile de lemn ale Banatului. Timișoara: Excelsior. 973-592-050-6.

## Imagini

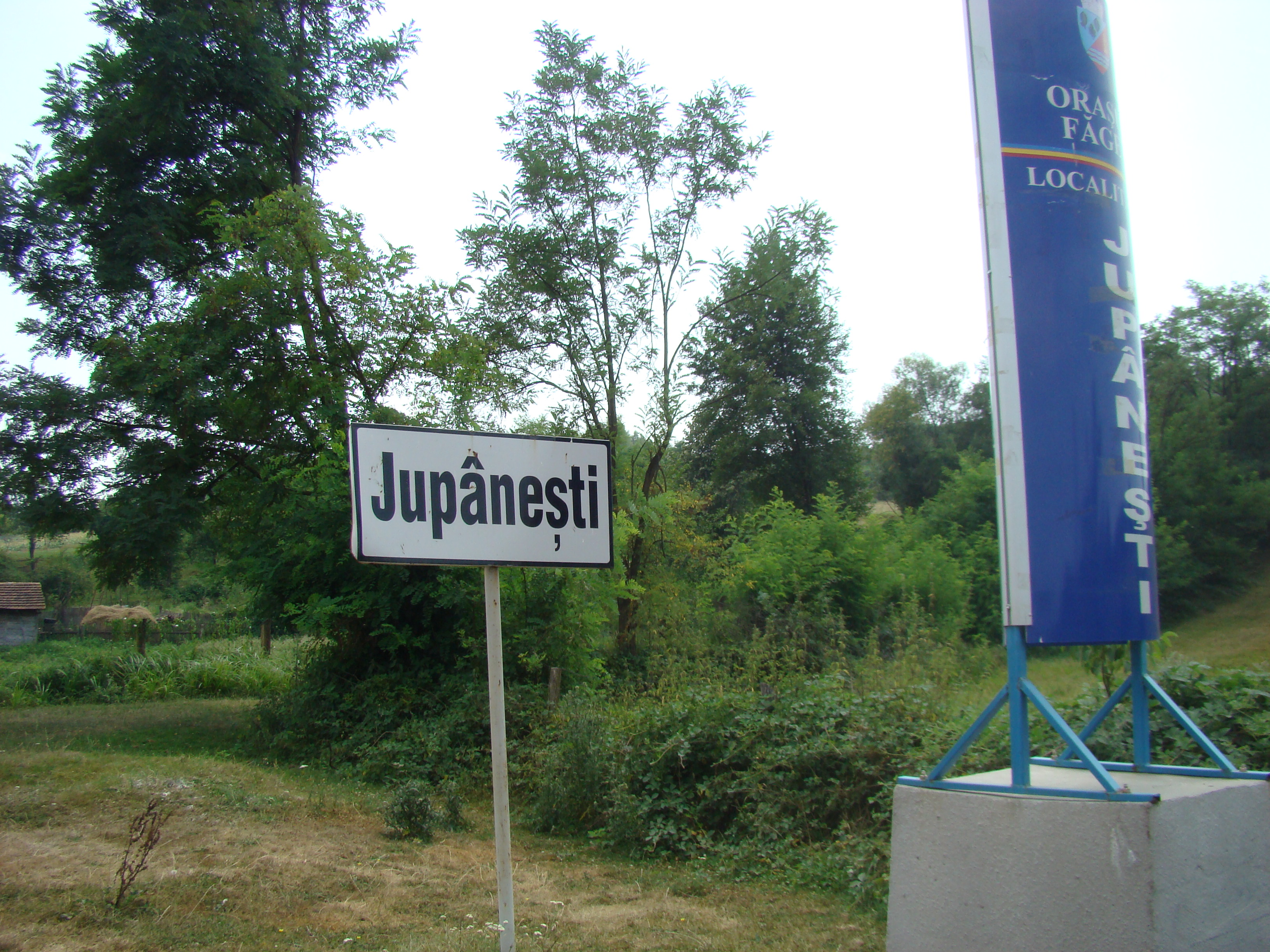
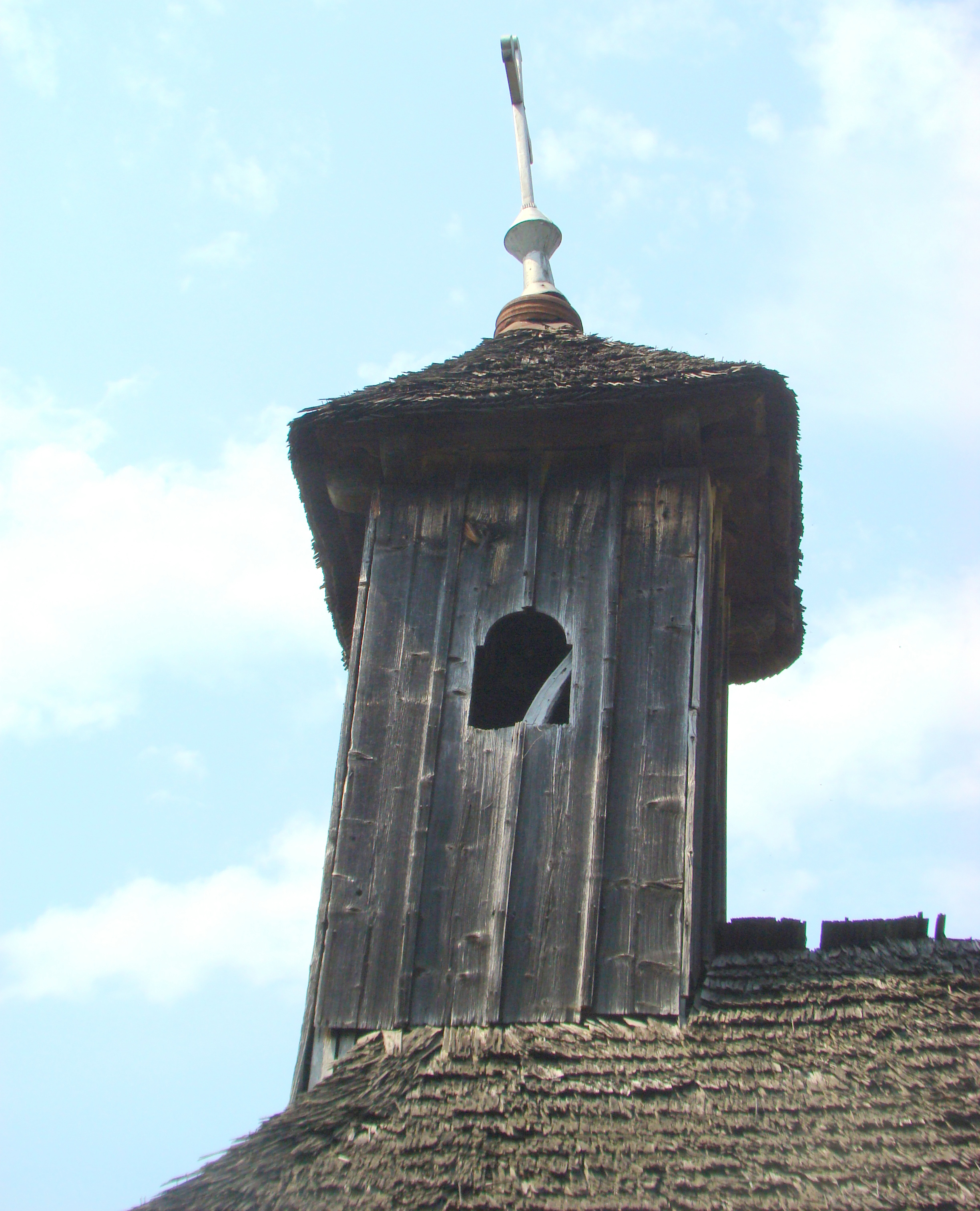
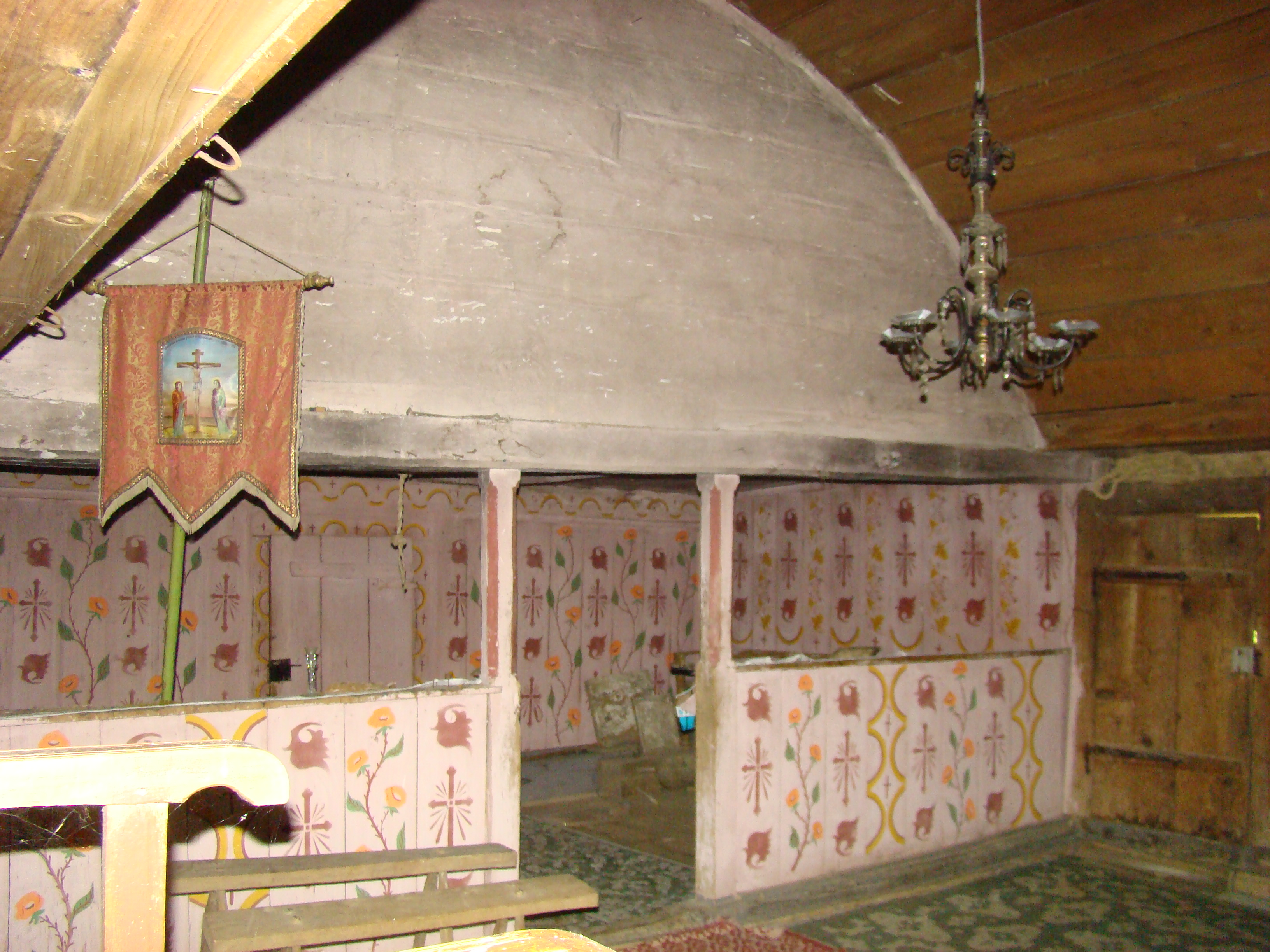
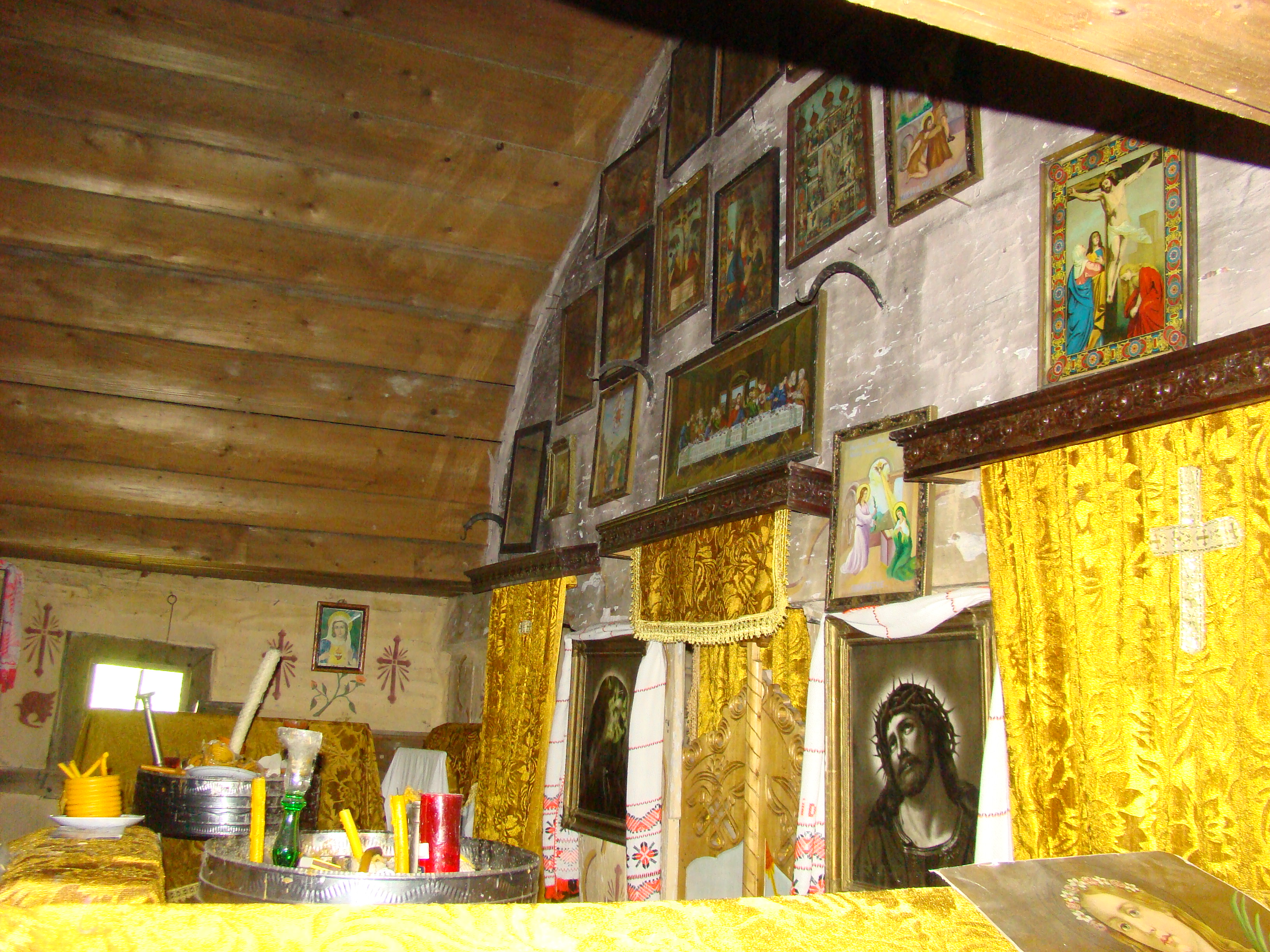
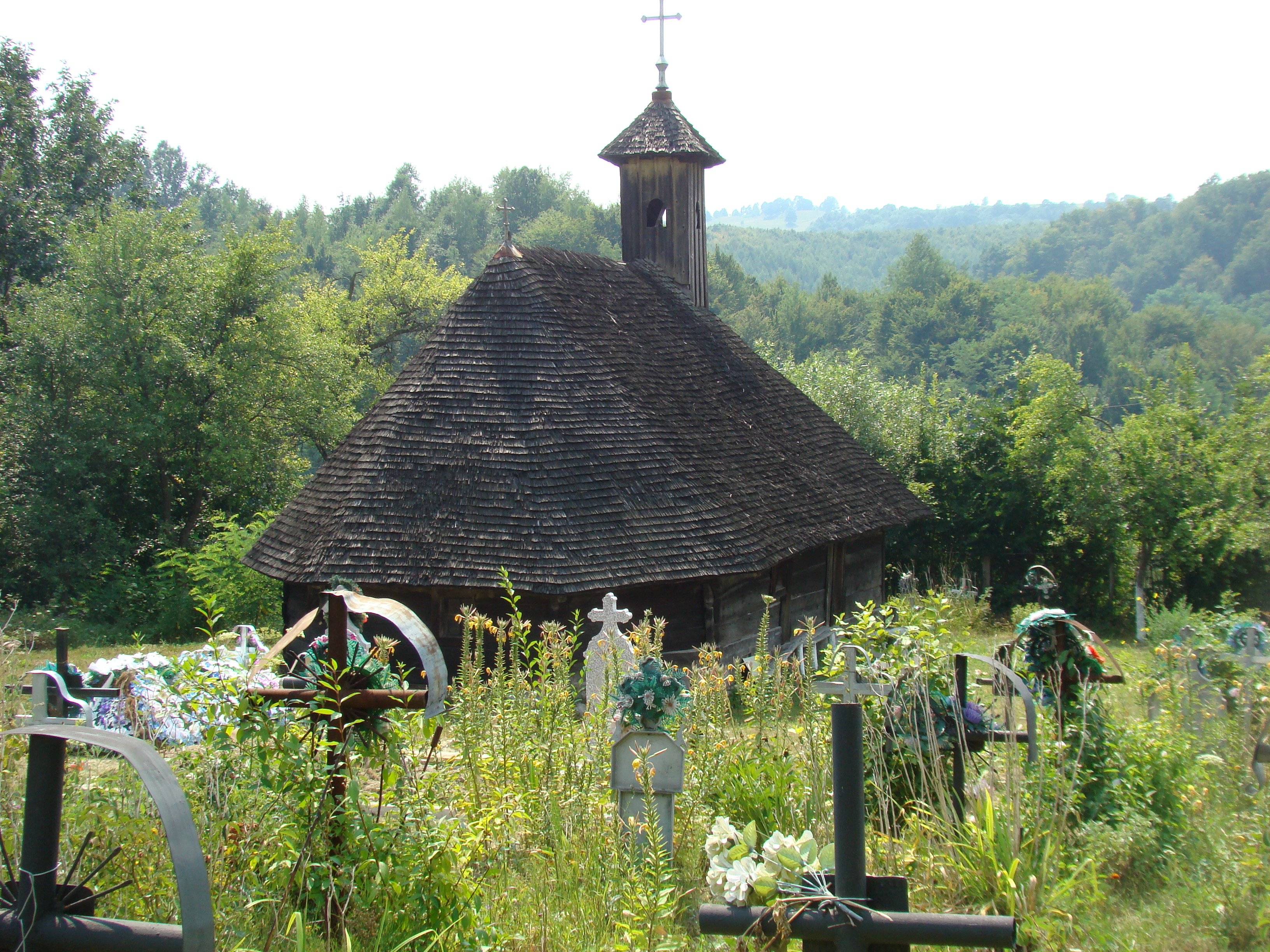
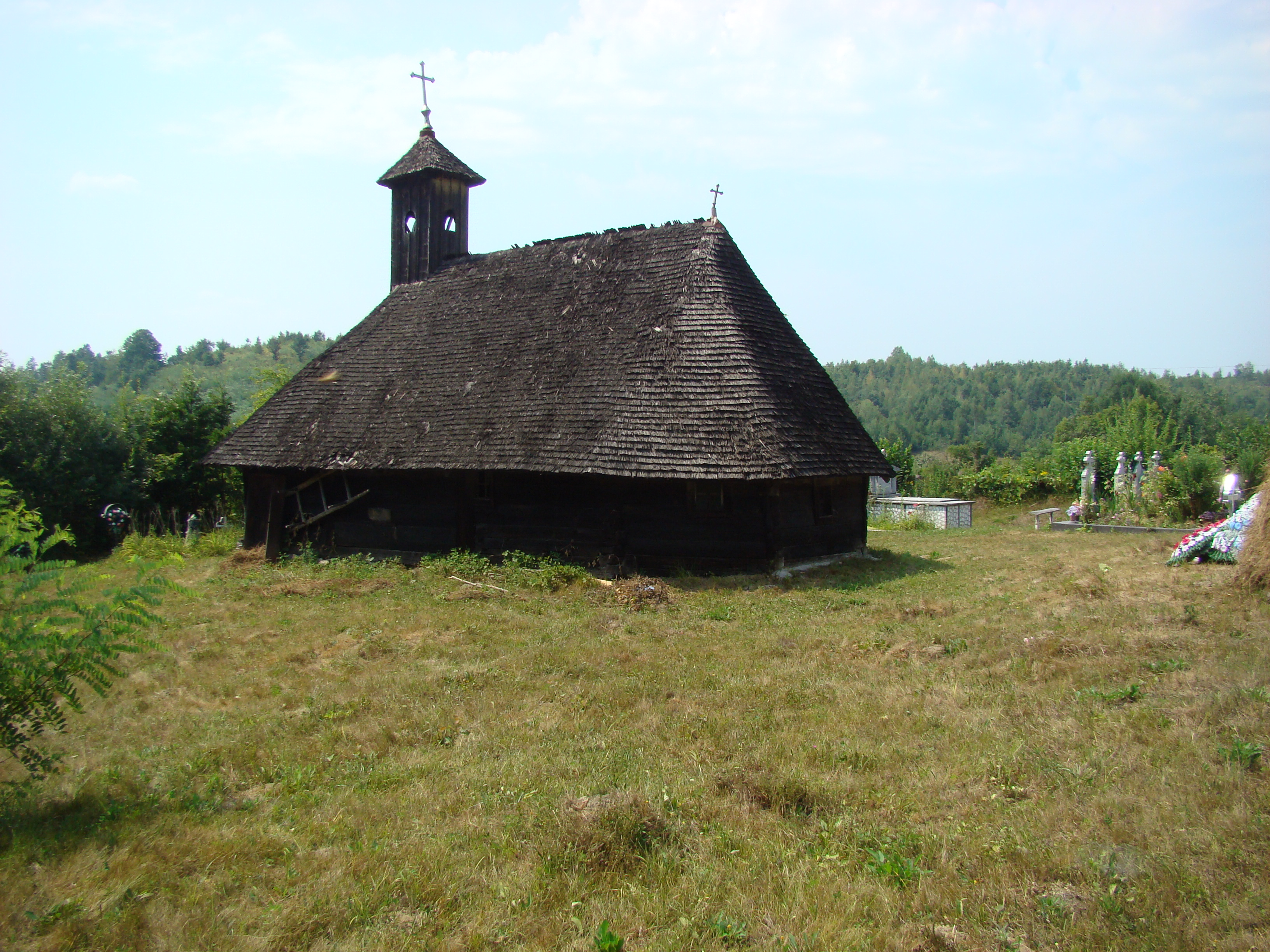
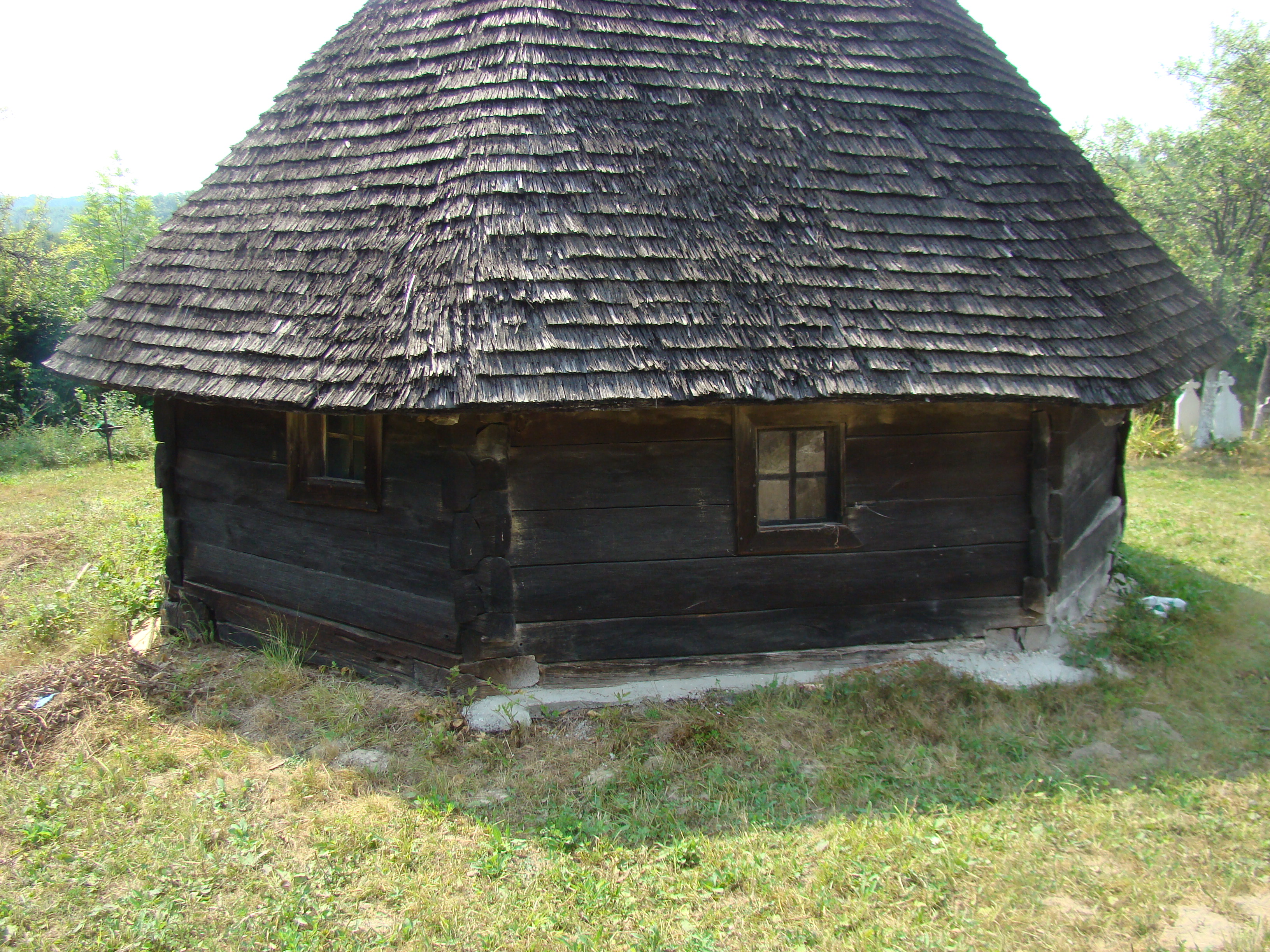
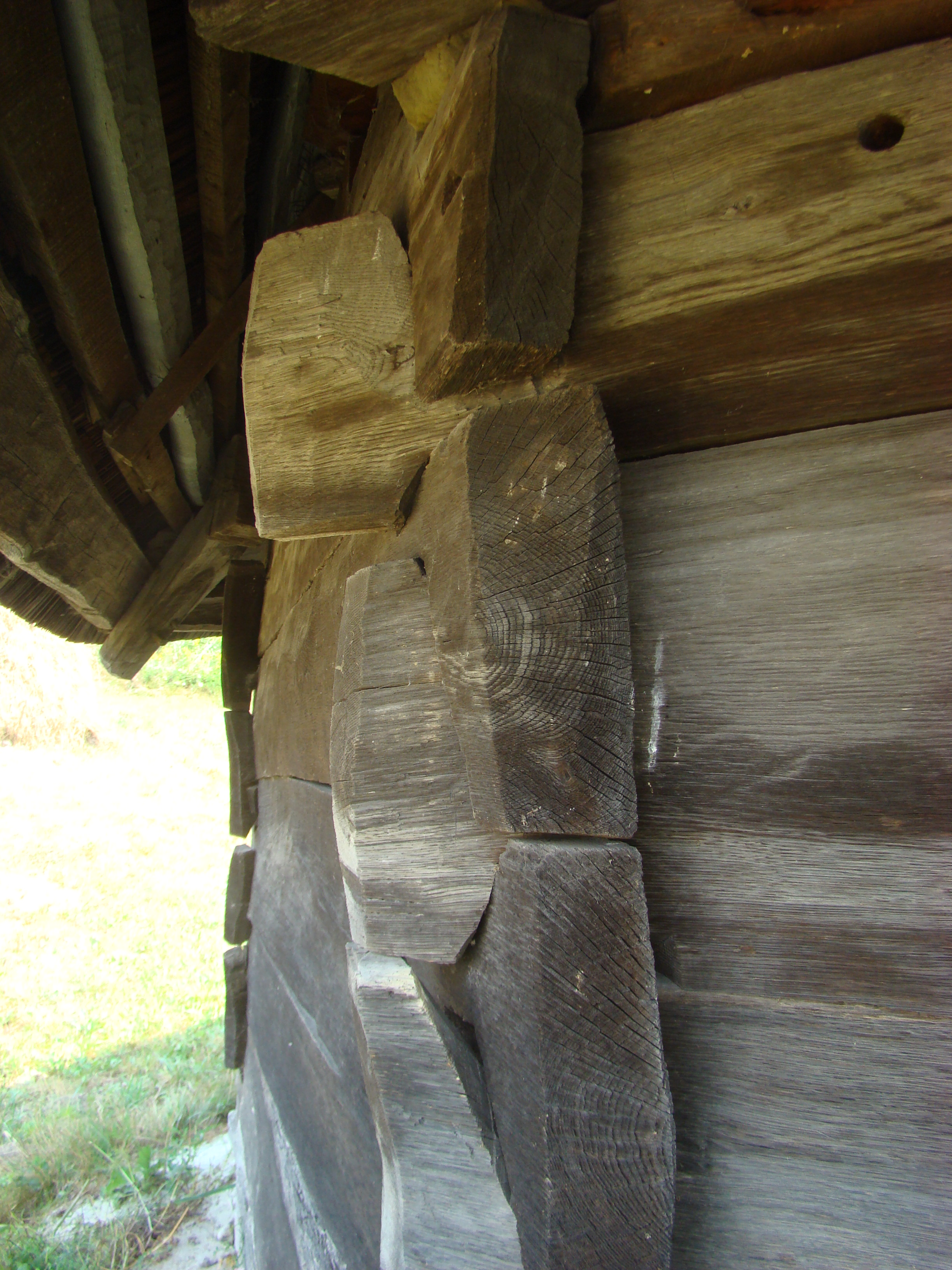
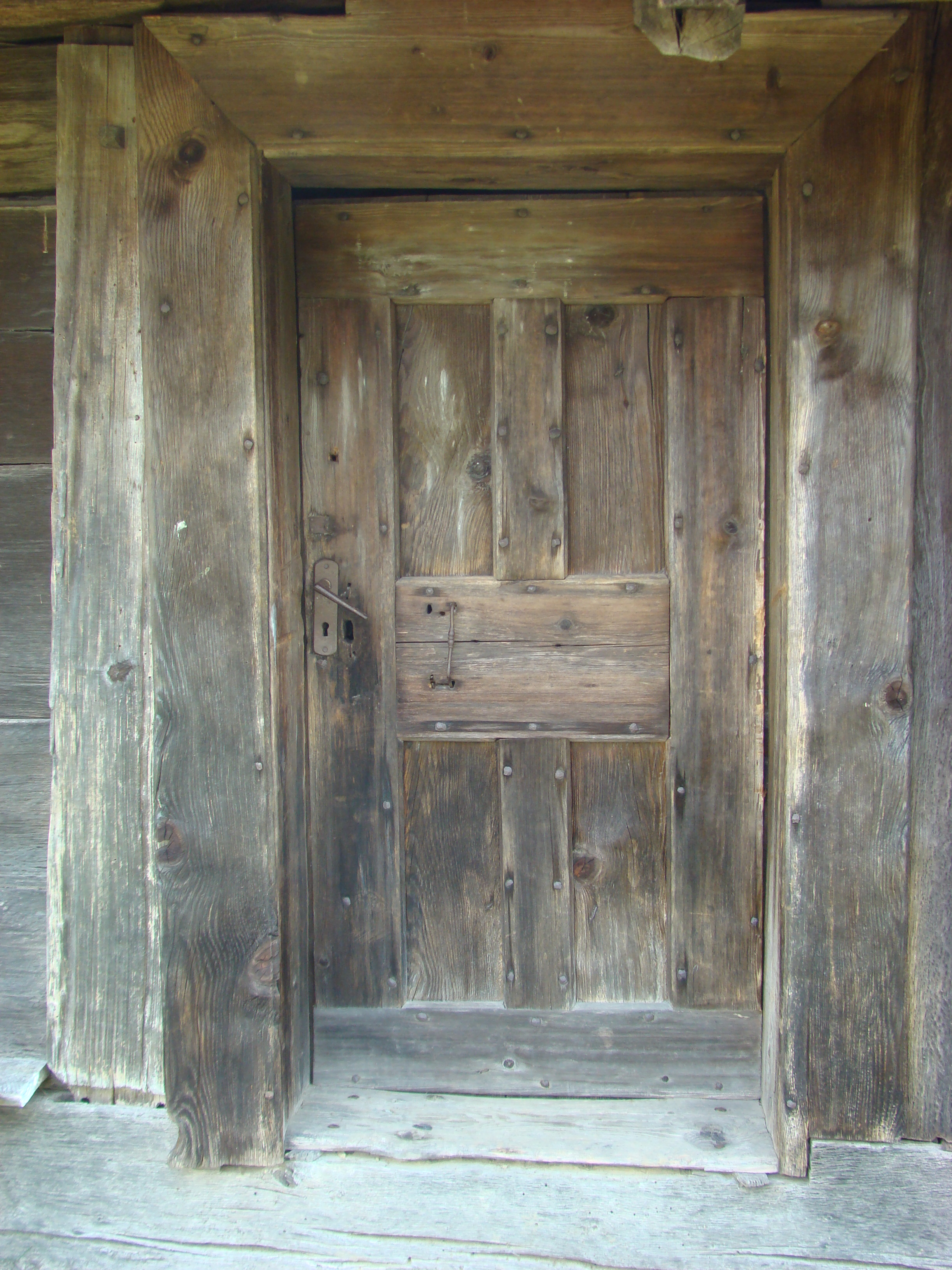
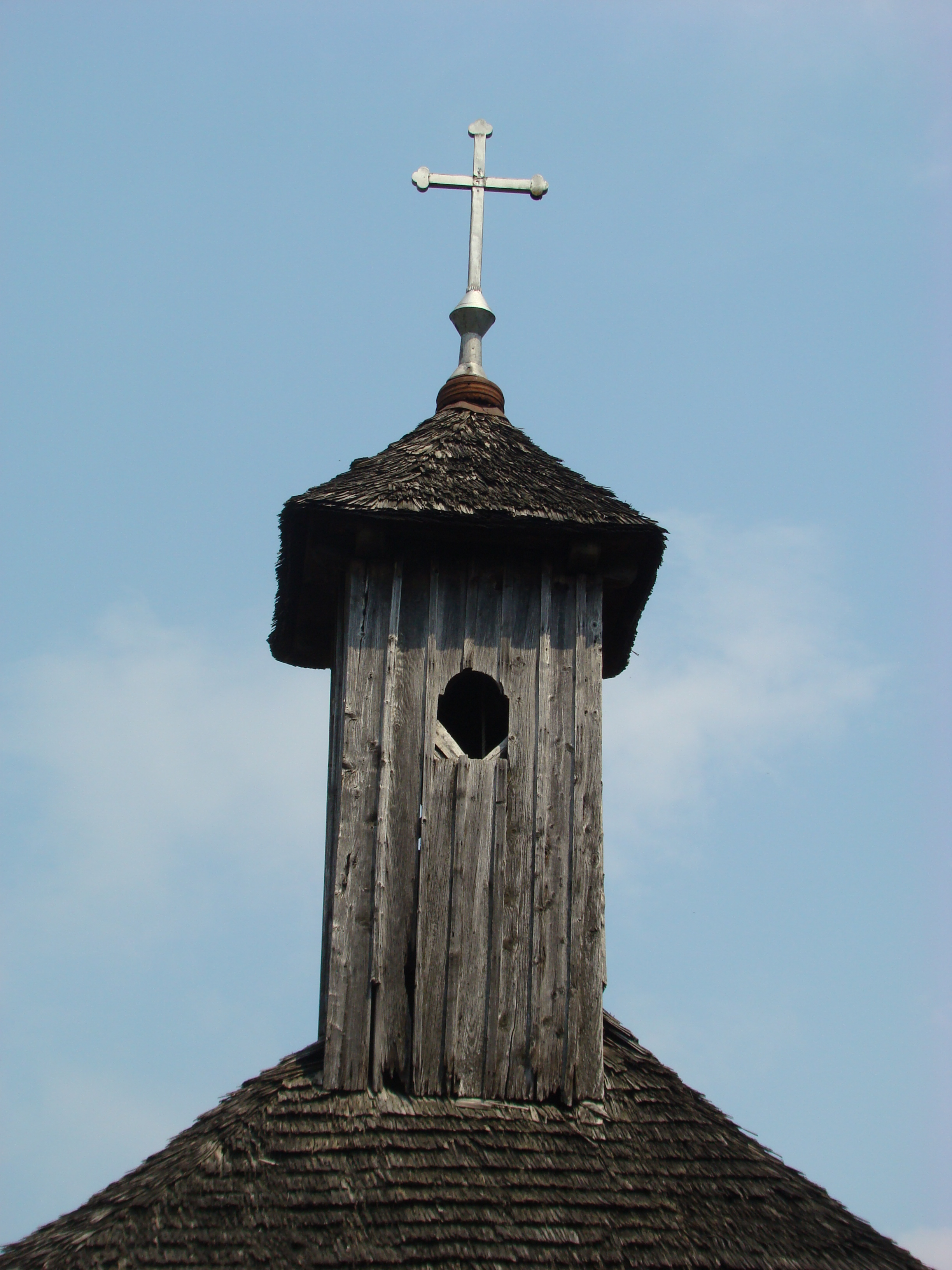
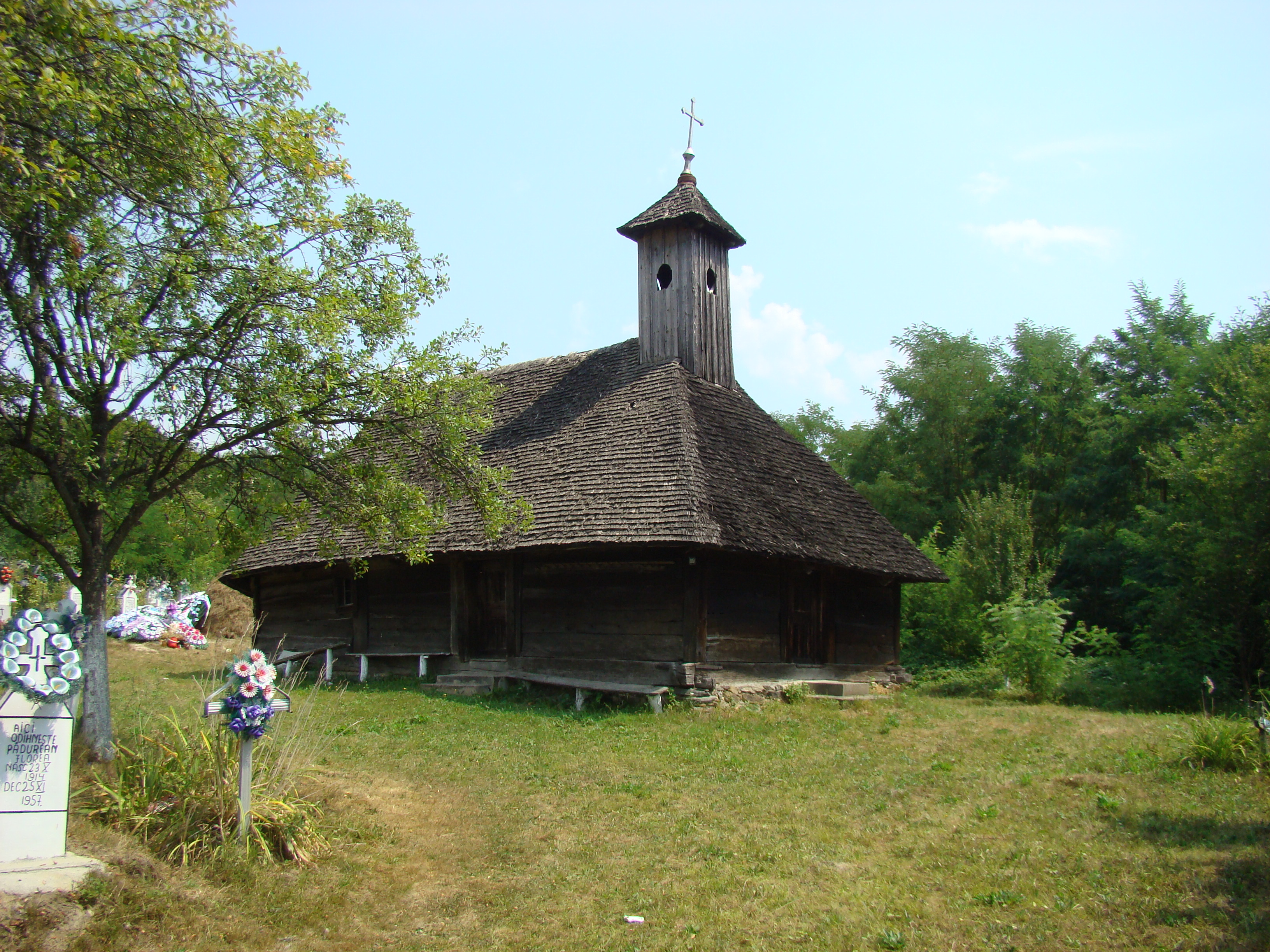
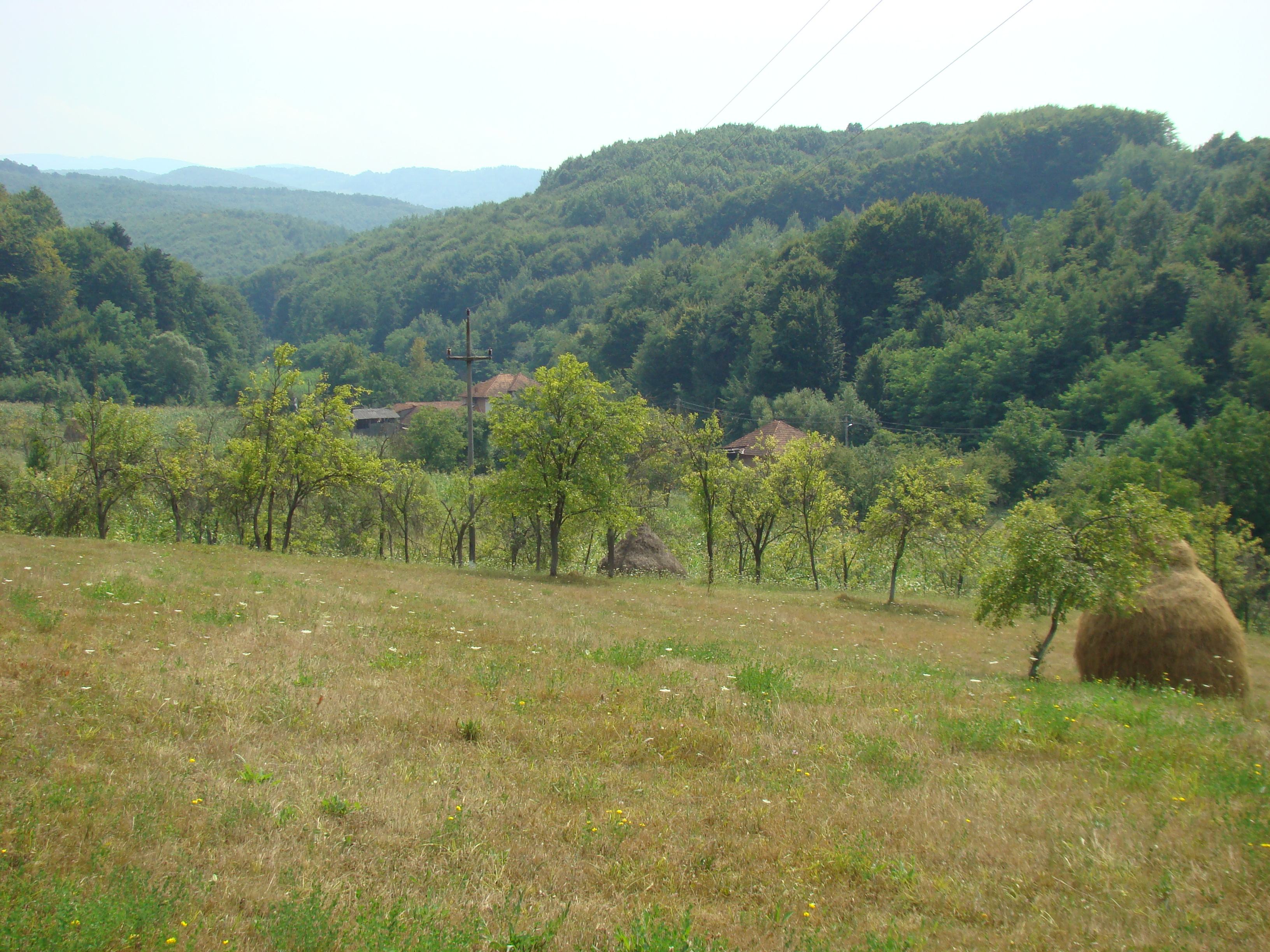
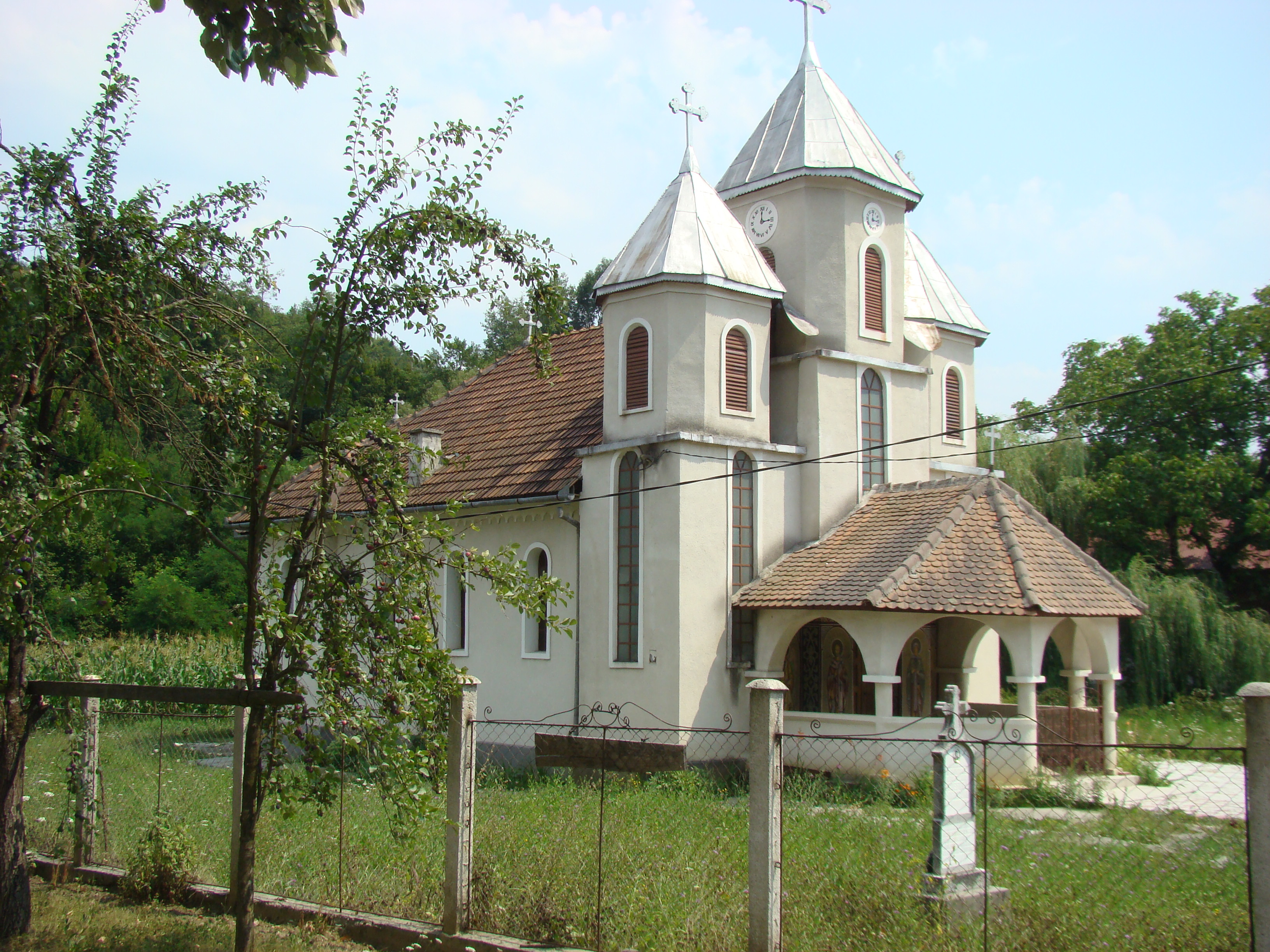